# Scrambled Wives
Scrambled Wives er en amerikansk stumfilm fra 1921 af Edward H. Griffith.

## Medvirkende
- Marguerite Clark som Miss Mary Lucille Smith
- Pierre Gendron som Larry McCleod
- Ralph Bunker som John Chiverick
- Florence Martin som Bessie
- Virginia Lee som Beatrice Lee
- Alice Mann som Connie Chiverick
- Frank Badgley som  Dickie Van Arsdale
- America Chedister som Mrs. Halsey